# ガスメーター

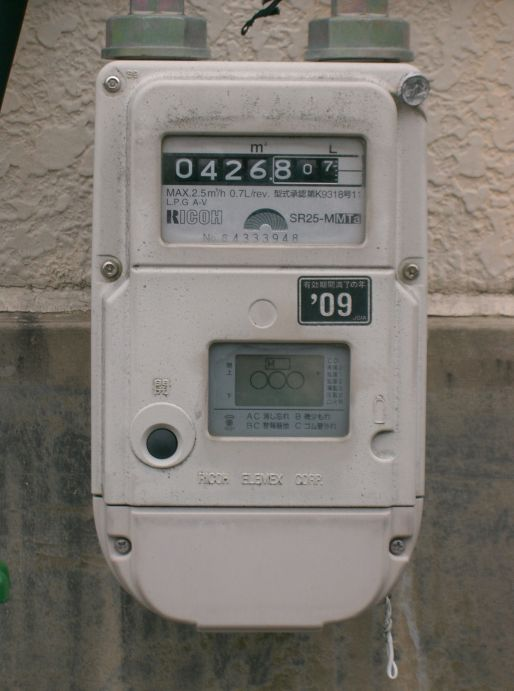
日本のプロパンガス用マイコンメーター（リコーエレメックス社製）

ガスメーター（英: Gas meter）は、都市ガスやプロパンガスの消費量を測る計量器の一種。

## 歴史
1792年にイギリスの科学者ウィリアム・マードックにより、石炭の乾留による合成ガスが発明された。1812年、ドイツ生まれの実業家フレデリック・A・ウインザーによりロンドン・ウエストミンスター・ガスライト・アンド・コーク社が設立され、世界初の都市ガス事業が始まった。当初は主に照明用として使われ、使用時間や灯数によりガス料金が決められていたが、工業用に大量に使用されるようになると、正確かつ自動的に消費量を計測する必要が生じた。1815年、イギリスの技術者サミエル・クレッグ (Samuel Clegg) が開発した湿式ガスメーターが初めて実用化されたが、圧力の損失や出力の変動が大きく、高価で、凍結に弱いという欠点があった。1843年、ウィリアム・リチャードは2つの丸型ダイアフラムと2つのスライドバルブを持つ、乾式ガスメーターの原型となるメーターを考案。翌年、リチャードとクロールはこれを改良して正確さを向上させたメーターで特許を取得。数年後には、トーマス・グローバーがさらに改良を加え、グローバーの2膜式スライドバルブメーターと呼ばれるメーターを開発。この基本原理は現在広く使用されているガスメーターとほぼ同じものである。湿式メーターについては1896年にチャールズ・A・ハインマンにより抵抗の減少と大容量化の改良がなされた「ハインマンドラム」が開発された。多くは鋳鉄製で、主にガス製造所で製造量や送出量の計量に用いられた。最大のものは、直径と長さが約5.4mほどであった。
日本では、明治初期にはすべて輸入に頼っていたが、1904年（明治37年）に金門製作所創業者である十文字大元が日本初のガスメーター「十文字乾式ガスメーターA型」を製造。1922年には耐久性やガス通過能力を向上させたB型が開発された。その後も計量膜を羊皮から合成ゴムへの変更、表示部の指針式から数字車式への変更などの改良が加えられ、1932年にC型、1957年に大阪ガスを中心にH型、1976年にH型の改良版であるNH型、1965年に東京ガスを中心にT型が開発・導入された。1970年前後から天然ガス転換による熱量変更が行われ、これにあわせN型メーターが開発された。1980年に静岡駅前地下街爆発事故が発生。東京ガスや松下電器産業（現・パナソニック）、ガスメーター各社は以前からブレーカーに相当する安全装置の研究が行われていたが、事故を契機に翌年4月に大阪ガスを加え、マイコンメーターのプロジェクトチームを発足。1983年に、地震や異常流量を感知して自動的にガスを遮断する機能を持つ「マイコンメーターI型（愛称・マイセーフI）」が開発された。東京ガスの村上社長（当時）が松下電器に開発協力を依頼した際に応じたのは松下幸之助であった。1986年にI型をマイナーチェンジしたII型、その後II型に通信機能を持たせ、自動通報や自動検針が行えるIII型が開発された。

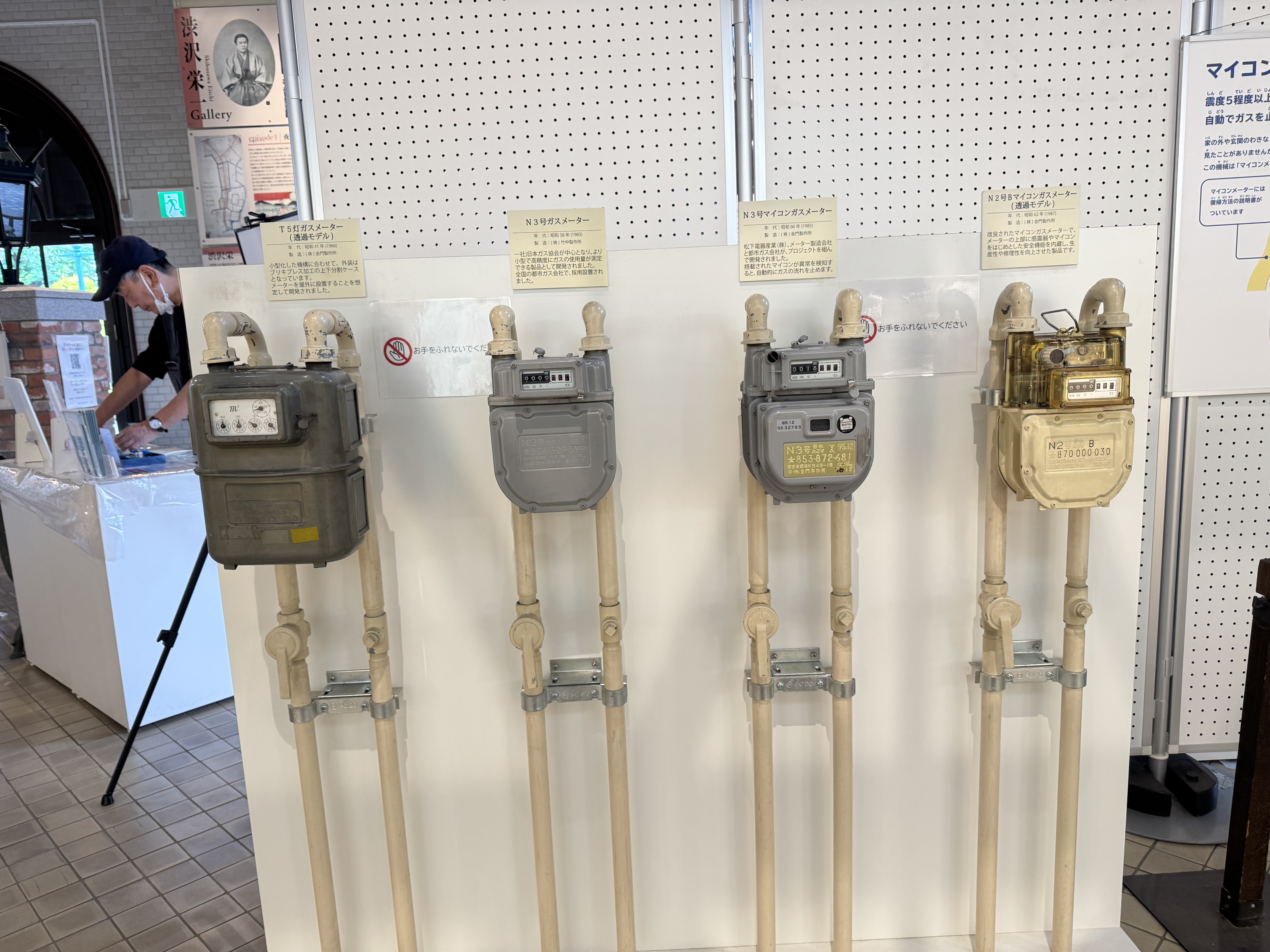
東京ガスで1960年代 - 1980年代に使用されていた都市ガス用ガスメーター（GAS MUSEUM がす資料館で撮影）

プロパンガスは日本では1953年頃よりシリンダーによる供給が始まったが、当初はシリンダー単位で販売され、残量がなくなった時点で交換する方法が採られていた。ガス切れをあらかじめ知りたいというニーズが高まると、シリンダー内のプロパンの液面の高さを表示する残量式メーターが開発された。正確な消費量に基づいた対価を支払いたいという在日アメリカ人からの要望に対し、当初は都市ガス用メーターが流用されたが、1958年にはガス質の違いや高圧ボンベでの供給、寒暖の差の大きい使用条件などを加味したプロパン専用のメーターが開発された。プロパンガスは都市ガスでしばしば起こる漫然とした供給継続による事故はまずないと考えられていたが、1983年につま恋ガス爆発事故が発生したことから、プロパンガス事業者は都市ガス以上の急ピッチでマイコンメーター導入を進めた。

## 種類
都市ガス・プロパンとも現在家庭用・業務用として設置されているものの多くは膜式と呼ばれるタイプであり、膜式メーターに小型コンピュータを搭載して、ガスの消し忘れやガス管損傷などによる流量異常や地震を感知してガスを遮断したり、通信回線を通じて自動検針や異常時の自動通報を行ったりするマイコンメーターの普及も進んでいる。2005年頃からは、ガス管内の超音波の伝導時間を利用して流速を測る、超音波式ガスメーターもプロパンガスの計量に使用されている。超音波式では、従来のガスメータの下部にあった膜式の計量室がないため、ガスメーターの上部のみが設置されているような外観となっている。
ガスの製造所や大口需要家ではガスの圧力で、水でシールした回転ドラムを回し流量を測る湿式と呼ばれるメーターが設置されていたが、設置コストが高く場所をとるため、2つの繭型回転子を持つ、ルーツ式と呼ばれるメーターに代わられた。膜式メーターは主に1 - 160m3/h、回転子式は主に40 - 4000m3/hほどの需要のある個所で使用される。湿式メーターは精度が高いため、基準器用や実験用としては現役である。
共同住宅や湯治場など不特定多数がガス器具を共有する場所では、コイン式のメーターが取り付けられていることもある。投入口からコインを入れることで、一定時間だけガスが流れ、その間コンロなどを利用することができる。なお、このメーターは施設の持ち主が料金徴収のために設置するもので、ガスの供給会社が使用料の算定のために設置する計量機としてのガスメーターとは異なる。

## 原理・構造
以下では膜式ガスメーターの原理を記す。
ダイカスト製の外箱の中央に仕切り板を置いてその両側に二つの計量室を設け、それぞれの内部に計量膜を張る。バルブにより膜の外・内に交互にガスを充填・排出させることにより往復運動を生みだし、クランク軸の回転運動に換え、カウンターを動かす。計量膜は、初期はヒツジの皮が使われたが、のちに合成ゴムに切り替わった。カウンターは初期は指針式であったがのちに数字車を使った直読式になり、近年では液晶表示も採用されている。内部機構は永く金属製の部品が使われてきたが、耐ガス性樹脂の開発により、プラスチック製の部品も使用され始めている。

## 都市ガスメータの再生
都市ガス・プロパンガスともに、ガスメーターには有効期限（効期）が存在し、この効期が満了する前にガスメーターは交換される。効期が満了したプロパンガス用メーターは、撤去後にリサイクル業者等に引き渡され、破砕後に各種金属等の回収が行われる。これに対して都市ガス用メーターは、ガス事業者が撤去後製造工場に回収され、再生修理と検定を受けてから、再びガス事業者へ返却され、再生メーターとして利用される。新品のガスメータを購入するよりも安価であるため、ほとんどの都市ガス用メーターが再生利用される。ただし、無制限に再利用が可能なわけではなく、1台のメーターの再生回数は、最多でも3 - 4回までとなる。

## ガスメーターの自動遮断とその復帰方法
日本で設置されているガスメーターには安全装置が組み込まれており、次のような条件により自動的にガスの供給を遮断するようになっている。
- 設定された以上のガス流量を感知した場合（ゴム管はずれなどによる事故防止）
- 長時間ガスが流れた状態が継続した場合（長時間使用による過熱事故等の防止）
- 地震等によりガスメータが震度5相当以上の揺れを検知したとき（供給設備損傷による事故防止）

これらの機能を有したものを「マイコンメーター」と呼び、主に一般家庭向けとして設置することで、個々の需要家における安全を確保している。なお、一部大口の需要家向けに、上記のような安全機能を有しないメータ（平型メーター）も存在する。
マイコンメーターの遮断機能が働き、ガスの供給が停止された場合には、ユーザーが復帰操作を行うことができる。供給設備などに異常がなければ、この復帰操作で再びガスの使用が可能になる。しかし、操作に不安があったり、何度復帰してもまた遮断してしまったりする場合などは、ガス事業者や販売店などに依頼することで、係員が来訪して復帰作業を行ってもらえる。なお復帰作業のみであれば、原則として費用は発生しない。

### 都市ガス用マイコンメーターの復帰方法
都市ガスの一般家庭用メーターを製造しているメーカは日本に複数社あるが、どのメーカも同じ外観の製品を製造している。このため、都市ガスの場合はメーターの復帰方法が、メーカによらず同じ説明で行うことができる。安全装置による遮断かどうかは、ガスメーター上部の赤ランプの点滅により確認できる。このランプが点滅している場合には、ガスメーターの機能によりガスの供給を遮断している状態となる。なお確認作業においては、ランプの点滅の間隔が長いため、5 - 10秒程度は注視することが望ましい。ランプは長短の点滅の組み合わせで遮断の原因を表示するが、慣れないと見間違えたり数え間違いを起こしやすいので、エンドユーザが復帰操作を行なう場合には、ランプの点滅パターンをあまり気にする必要はない。
ランプの点滅が確認できたら、次の手順により復帰操作を行うことができる。
1. 宅内の元栓を閉じるか、点火・運転スイッチを切って、すべてのガス機器を止める
2. ガスメーター左上部にある、黒いプラスチック製のキャップを回して外す
3. キャップの中にある金属の棒を根元まで強く押し、赤ランプが点滅→点灯に変わったことを確認してから手を離す
4. その後赤ランプが再度点滅を開始するので、キャップを元に戻して、3分間待つ
5. 赤ランプの点滅が無くなったことを確認してから、ガス器具を点火させてみて、異常がないことを確認する
6. 異常なく動作するようであれば、そのまま使用が可能。動作に異常があれば、ガス事業者に連絡する

なお、上記の復帰ボタン操作後に3分待たずに点火操作を行うと、ガスメーターがガス漏れと判断して、再度ガスを遮断する。復帰操作後は3分待って、赤ランプの点滅が無くなったことを確認してから点火操作を行う必要がある。

### プロパンガス用マイコンメーターの復帰方法
プロパンガスの一般家庭用メーターは、製造するメーカにより異なるデザインとなっている。このため、後述する液晶画面や復帰ボタンの配置が異なる場合もあるが、実際にはすべてメーターの正面に配置されているため、画像や文章による説明であっても混乱することは少ない。安全装置による遮断かどうかは、ガスメーター正面の液晶部分に「ガス止」と表示されるため、すぐに分かるようになっている。その同じ液晶画面にA・B・Cのマークがあり、その表示パターンにより遮断の原因がある程度判定できる。販売店等に連絡する場合には、「Cが表示されている」とか「AとCが表示されている」などというと、より正確に情報を伝えることができる。ガスメーターによる遮断が確認できた場合は、次の手順により復帰操作を行うことができる。
1. 元栓を閉じるか、点火・運転スイッチを切って、すべてのガス機器を止める
2. ガスメーター正面にある復帰ボタンを押す。この結果、「ガス止」の表示が消える
3. 液晶の文字表示とランプが点滅するので、30秒 - 1分間待つ。なお待ち時間は、ガスメーターのメーカーにより異なる
4. 液晶のA・B・C表示とランプが消え、その後は通常通りに使用できることを確認する
5. 異常なく動作するようであれば、そのまま使用が可能。動作に異常があれば、ガス販売店へ連絡する

なお、上記の復帰ボタン操作後に決められた時間を待たずに点火操作を行なうと、ガスメーターがガス漏れと判断して、再度ガスを遮断する。復帰操作後は液晶画面のA・B・C表示が消えたことを確認してから点火操作を行う必要がある。

## 参考資料
- 日本ガスメーター工業会『計って守って50年 日本ガスメーター工業会50年史』日本ガスメーター工業会、2003年。